# Cirrodes magnifica
Cirrodes magnifica är en fjärilsart som beskrevs av Pierre E.L. Viette 1957. Cirrodes magnifica ingår i släktet Cirrodes och familjen nattflyn. Inga underarter finns listade i Catalogue of Life.